# Elliott Sharp

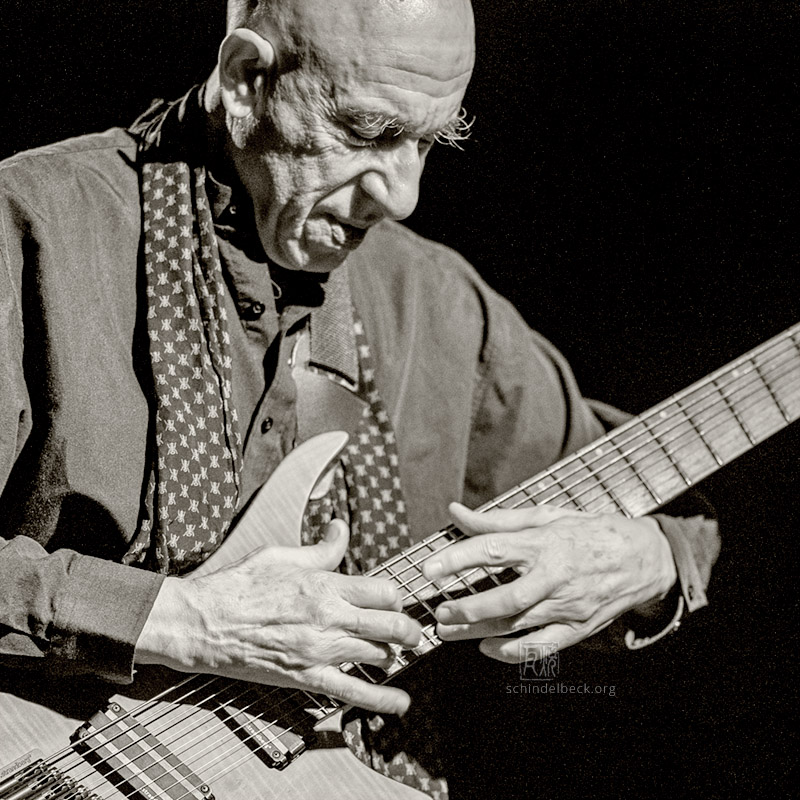
Elliot Sharp (2024)

Elliott Sharp (* 1. März 1951 in Cleveland, Ohio) ist ein US-amerikanischer Multiinstrumentalist und Komponist, der zur experimentellen New Yorker Downtown-Szene gehört.

## Leben und Wirken
Sharp hatte vom sechsten Lebensjahr an Klavierunterricht und spielte vom achten Lebensjahr an Klarinette im Schulorchester. Er studierte von 1969 bis 1971 an der Cornell University, dann am Bard College (B.A. 1973) und an der University of Buffalo (M.A. 1977) Physik, Komposition, Musikethnologie und Improvisation, u. a. bei Morton Feldman und Roswell Rudd. Daneben trat Sharp, der 1968 zur Gitarre als Hauptinstrument gewechselt war, mit psychedelischen Bands, aber auch mit Avantgarde-Jazzgruppen und mit klassischen Konzertensembles auf. 1978 zog er nach New York, wo er mit Bobby Previte, Charles Noyes und Guy Klucevsek spielte und das Plattenlabel zOaR music gründete. Projekte mit Bill Laswell, Eugene Chadbourne, John Zorn, Anthony Coleman, Samm Bennett, Mike Watt und David Linton folgten. Er gründete seine Band Carbon 1983 und spielte mit Zeena Parkins, Eric Mingus, Vernon Reid, Joey Baron sowie David Torn.
Weiterhin wirkte er an Einspielungen von Ned Rothenberg, Wayne Horvitz oder Jim Staley mit. Zu hören ist er auch auf Sergio Armarolis Introducing a Very Heavy Person (2025).
Sharp hat eigene Instrumente entwickelt und „energetisch“ wirkende Kompositionen für das Soldier String Quartet, das American Composers’ Orchestra oder das hr-Sinfonieorchester geschrieben, wobei seine Neigung deutlich wird, musikalische Verläufe algorithmisch zu organisieren. Daneben hat er auch Theater-, Ballett- und Filmmusik komponiert. Die Musik Sharps ist zwischen den Genres angesiedelt und weder als Rock- noch als Jazz- oder Neue Musik zu charakterisieren.
Sharp lebt im unteren Manhattan mit der Designerin und Videokünstlerin Janene Higgins und den beiden gemeinsamen Kindern.

## Diskografische Hinweise
* Resonance (1979)
- Rhythms and Blues (1980)
- Looppool (1988)
- K!L!A!V! (1990)
- Westwerk (1992)

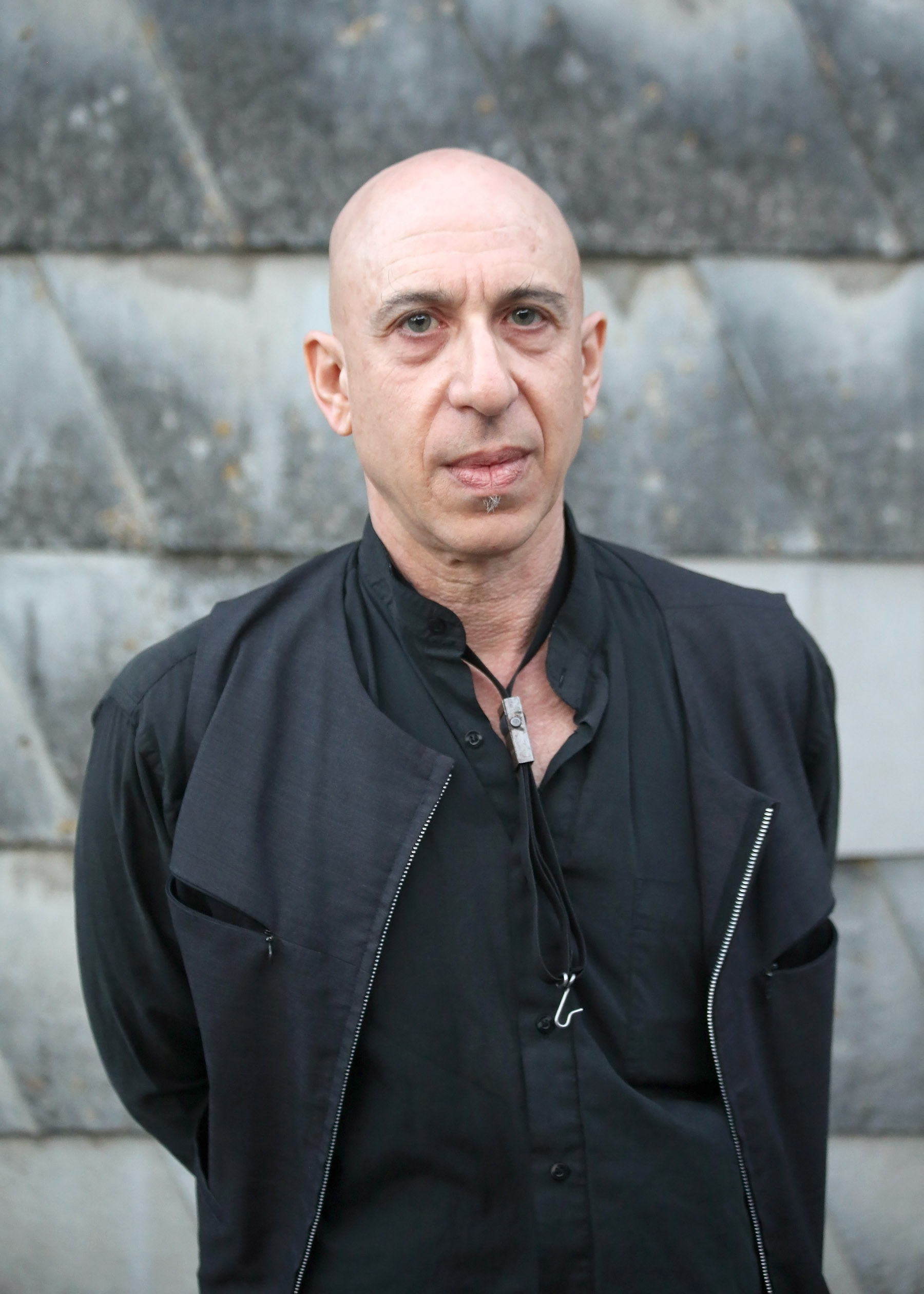
Elliott Sharp (2013)

- Shamballa (Knitting Factory Works) mit William Hooker und Thurston Moore (1993)
- Tectonics (1995)
- Sferics (1996)
- Tectonics – Field and Stream (1997)
- Tectonics – Errata (1999)
- Velocity of Hue (2004)
- Quadrature (2005)
- Sharp? Monk? Sharp! Monk! (2006)
- Solo Beijing (2007)
- Octal Book One (2008)
- Concert in Dachau (2008)
- Tectonics – Abstraction Distraction (2010)
- Octal Book Two (2010)
- The Yahoos Trilogy (2013)
- Octal Book Three (2014)
- Port Bou (2017)
- Chansons du Crépuscule (2017) mit Hélène Breschand
- Elliott Sharp / Sally Gates / Tashi Dorji: Ere Guitar (2024)